# Anochetus exstinctus
Anochetus exstinctus är en myrart som beskrevs av De Andrade 1994. Anochetus exstinctus ingår i släktet Anochetus och familjen myror. Inga underarter finns listade i Catalogue of Life.